# 布蘭登 (愛荷華州)
布蘭登（英語：Brandon）是一個位於美國愛荷華州布坎南縣的城市。

## 地理
布蘭登的座標為42°18′51″N 92°00′15″W / 42.31417°N 92.00417°W，而該地的平均海拔高度為252米（即827英尺）。

## 人口
根據2010年美國人口普查的數據，布蘭登的面積為0.83平方千米，均為陸地。當地共有人口309人，而人口密度為每平方千米372人。